# Сидоров, Александр Николаевич
Александр Николаевич Сидоров (03.02.1924, Ивановская область — 26.02.1980) — бригадир колхоза «Заря коммунизма» Пучежского района Ивановской области, Герой Социалистического Труда.

## Биография
Родился 3 февраля 1924 года в деревне Дербино Пучежского района Ивановской области в крестьянской семье. Работал в колхозе.
Участник Великой Отечественной войны. Воевал на Балтийском флоте, защищал город Ленинград.
После войны вернулся в родные края, планировал уехать в Горький устроиться на пароход, но жизнь повернулась по иному. Нужно было восстанавливать хозяйство и матрос остался в родной деревне. Окончил курсы полеводов и с 1948 года руководил сначала полеводческой, а затем комплексной бригадой льноводов колхоза «Заря коммунизма». Именно по его инициативе была сформирована комплексная бригада, и под его начало, кроме полей, встали ещё две фермы: овцеферма на 150 маток и свиноферма.
Показал себя хорошим хозяйственником, знатоком своего дела. Подряд несколько лет у Сидорова были самые высокие урожаи всех культур — и льна и зерновых. Урожай льна во многие годы стабильно достигал до 6 центнеров льносемян с гектара. Это стабильный урожай, а в 1962 году собрали по 8,5 центнеров. Стабильный доход давали и обе фермы.
Указом от 30 апреля 1966 года за успехи, достигнутые в увеличении производства и заготовок солнечника, льна, конопли, хмеля и других технических культур, Сидорову Александру Николаевичу присвоено звание Героя Социалистического Труда с вручением ордена Ленина и золотой медали «Серп и Молот».
Оставался бессменным бригадиром многие годы. В 1969 году избирался был делегатом III Всесоюзного съезда колхозников. Участник ВДНХ, награждён почетными грамотами выставки. Избирался депутатом областного Совета.
Скончался 26 февраля 1980 года. Похоронен на кладбище деревни Малая Татариха Пучежского района.
Награждён орденом Ленина, медалями.